# Blodelsheim
Blodelsheim település Franciaországban, Haut-Rhin megyében. Lakosainak száma 1959 fő (2022. január 1.). Blodelsheim Fessenheim, Roggenhouse és Rumersheim-le-Haut községekkel határos.

## Népesség
A település népességének változása:
| Lakosok száma | 1806 | 1824 | 1860 | 1957 | 1974 | 1999 | 1986 | 1972 | 1959 |
|               | 2013 | 2015 | 2016 | 2017 | 2018 | 2019 | 2020 | 2021 | 2022 |